# Sympistis karinae
Sympistis karinae är en fjärilsart som beskrevs av Feichtenberger 1965. Sympistis karinae ingår i släktet Sympistis och familjen nattflyn. Inga underarter finns listade i Catalogue of Life.